# Sprachfertigkeit
Sprachfertigkeit, Beredsamkeit oder Eloquenz (von lateinisch eloquentia) ist die Fähigkeit, sich einer bestimmten Sprache (Einzelsprache) besonders gewählt und prägnant bzw. elegant zu bedienen. Das beinhaltet, sich einerseits in ihr ausdrücken und andererseits sie verstehen und interpretieren zu können. Der Begriff findet Anwendung sowohl für die Muttersprache als auch für erworbene oder Fremdsprachen und gilt gleichwertig für gesprochene, Gebärden- und Schriftsprache. Mit Hinblick auf die Bildsprache oder etwa die Benutzung einer ‚künstlichen‘ Sprache wie etwa der Programmiersprache lässt sich unter Umständen auch von Sprachfertigkeit sprechen. 
Aufgrund des systemhaften Charakters von Sprachen ist dabei zu unterscheiden zwischen der reinen Fähigkeit zur grundlegenden Kommunikation und Interaktion in einer Sprache (engl. command, im Deutschen oft „Beherrschen in Wort und Schrift“) und einer graduellen Kompetenz, das heißt der Kenntnis und richtigen Anwendung der jeweiligen komplexen Sprach- und Stilmittel. In letzterem Fall spricht man auch von Sprachgewandtheit bzw. Eloquenz.
Hohe Eloquenz beruht nicht zwingend auf einer hohen Bildung oder einer professionellen Ausbildung, oft liegt sie in der gesamten Persönlichkeit begründet. Sie ist jedoch Voraussetzung für Dialektik, die darauf aufbauende „(Kunst der) Gesprächsführung“.
Wichtige Voraussetzungen für die Sprachfertigkeit einer Person sind der Besitz eines Grundwortschatzes, im weiteren Sinne auch die Kenntnis der grammatischen Regeln. Erweiterte intellektuelle Sprachfertigkeiten erwirbt man eventuell durch ein Studium der Stilistik, Pragmatik, Redekunst (Rhetorik) und vergleichbarer Wissensgebiete, im Falle der gesprochenen Sprache auch durch Sprecherziehung und Stimmbildung. Hohe Eloquenz bezieht sich keineswegs allein auf Syntax und Semantik und kann sogar weitgehend unabhängig davon Inhalte transportieren, die sich der reinen Sachinformation entziehen. Besonders eindrucksvolle Beispiele für diese Form der Sprachgewandtheit sind Werke von Autisten. Sprachfertigkeit ist eine grundlegende Bedingung für die erfolgreiche Teilhabe an gesellschaftlichen Diskursen, für die Zugehörigkeit zu einer Sprachgemeinschaft, in spezielleren Zusammenhängen für juristische und wirtschaftliche Geschäftsfähigkeit – oder zusammenfassend für die Integration in menschliche Gemeinwesen und Einzelgruppen. Die Sprachfertigkeit im Alltag wird dabei in vielen Kulturkreisen zur groben Bewertung des Bildungsstandes eines Menschen zu Rate gezogen.